# لويغي تورسي
لويغي تورسي (بالإيطالية: Luigi Turci)‏ هو لاعب كرة قدم إيطالي في مركز حراسة المرمى، ولد في 27 يناير 1970 في كريمونا في إيطاليا. لعب مع نادي ألساندريا ونادي أودينيزي ونادي تريفيزو ونادي تشيزينا ونادي سامبدوريا ونادي كريمونيسي.